# Histoire du Celtic Football Club
L'histoire du Celtic Football Club, communément appelé le Celtic Glasgow, débute à la fin du XIXe siècle.

## Fondation

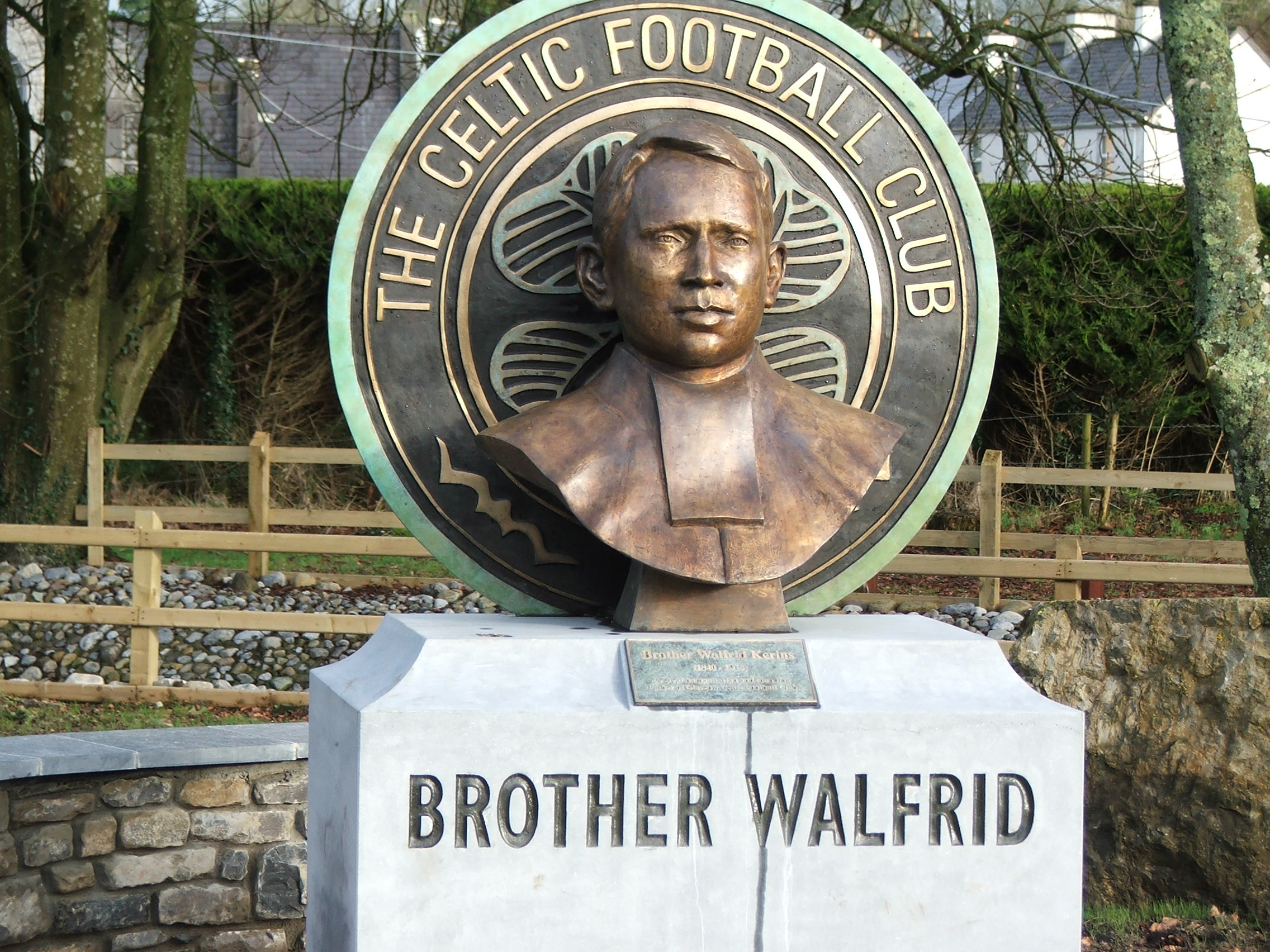
Buste de Frère Walfrid, fondateur du Celtic FC.

Le Celtic Football Club est fondé le 6 novembre 1887 par le frère mariste Walfrid, originaire de Ballymote en Irlande, au cours d'une réunion à l'église Saint Mary de Glasgow. Il a alors deux buts : le premier est de lever des fonds pour combattre la pauvreté dans les quartiers East End de Glasgow, peuplé d'immigrés irlandais ayant fui la « Grande famine » depuis la seconde moitié du XIXe siècle. Le frère Walfrid copie en ça l'exemple du Hibernian Football Club, fondé à Édimbourg quelques années plus tôt par d'autres immigrés irlandais. Son second objectif est d'aider à l'intégration sociale de la communauté irlandaise de Glasgow en faisant du club, ouvert aux Irlandais comme aux Écossais, aux catholiques comme aux protestants, un vecteur de rapprochement.
Le choix du frère Walfrid de baptiser le club « Celtic FC » souligne l'objectif d'en faire un pont entre les deux pays celtiques s'étendant de chaque côté de la mer d'Irlande,, à la différence d'un « Hibernian » faisant uniquement référence à l'Irlande. Un terrain est loué dans Parkhead et aménagé par les supporters. Le premier maillot est blanc à col vert, avec pour écusson une simple croix celtique verte ; le short est noir et les chaussettes vertes.

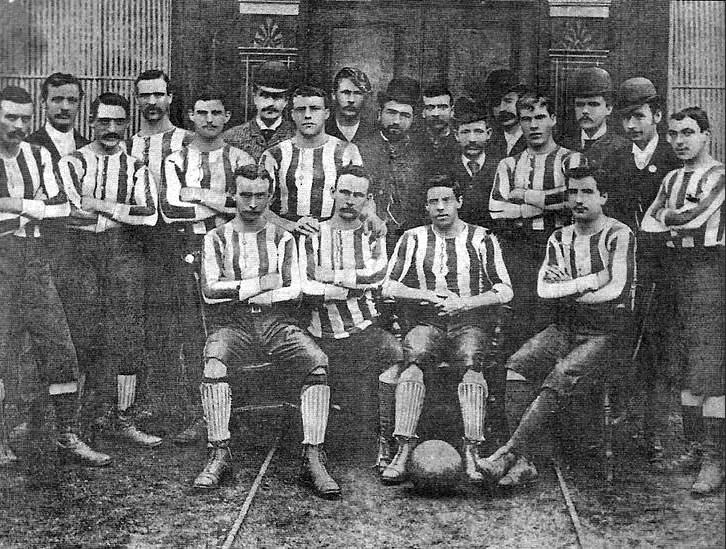
L'équipe du Celtic en 1889.

L'équipe du Celtic dispute son premier match le 28 mai 1888, contre le Rangers FC, battu 5-2 dans une ambiance amicale. Neil McCallum est le premier buteur de l'histoire du club. C’est le premier épisode du Old Firm, un derby qui va s'imposer progressivement comme le sommet du football écossais.
Deux entrepreneurs écossais d'origine irlandaise, John Glass et Pat Welsh, voient dans le Celtic l'opportunité de bâtir un grand club écossais, dans la foulée de l'apparition du professionnalisme en Angleterre. Ils parviennent à en prendre les rênes, malgré les réticences de frère Walfrid, et lancent le club sur la voie du professionnalisme : cinq joueurs majeurs d'Hibernian, vainqueurs de la Coupe d'Écosse en 1887, sont débauchés, bientôt rejoints par deux autres de Renton (dont James Kelly, un joueur fameux de l'époque, promu capitaine), vainqueurs de la même compétition en 1888, de sorte que le Celtic s'impose vite comme l'une des meilleures équipes du pays. En 1889, l'équipe s'incline en finale de la Coupe d'Écosse face à Third Lanark (en deux fois : 0-3, match annulé, puis 1-2). Quelques semaines plus tard, le club remporte la North-Eastern Cup, son premier trophée, contre le club de Cowlairs (6-1). L'année suivante, les Bhoys s'inclinent en finale de la prestigieuse Glasgow Cup face à Queen's Park (2-3), un club emblématique du XIXe siècle. Ces bons résultats attirent un public fourni, notamment 25 000 spectateurs en septembre 1889 pour la réception de Queen's Park en Coupe, ce qui incite les dirigeants du Celtic à pousser à la création d'une compétition nationale régulière.
En 1890, le Celtic est logiquement un des membres fondateurs du championnat professionnel d'Écosse. Le club remporte son premier titre majeur l'année suivante, grâce à une victoire 4-0 sur Third Lanark en finale de la Glasgow Cup, puis enlève un an plus tard sa première Coupe d'Écosse à Ibrox Park, face à Queen's Park, dont les dirigeants ont décidé de conserver un statut amateur (1-0, match annulé après des contestations réciproques, puis 5-1). Troisièmes en 1891 puis deuxièmes en 1892, les Bhoys inscrivent enfin le championnat à leur palmarès en 1893, puis réitèrent la performance en 1894 et 1896. Malgré ses succès sportifs, le club doit quitter son terrain de jeu en 1892. Les dirigeants trouvent un espace à proximité et font de nouveau appel aux supporters pour l’aménager. Le nouveau stade est baptisé Celtic Park.
Fort de son succès, le Celtic FC fait des émules en Irlande : le Belfast Celtic, né en 1891 à Belfast en Irlande du Nord, s'inspire largement de son grand frère de Glasgow, en en reprenant les valeurs, les couleurs, le nom du stade... et les succès, puisqu'il remporte le Championnat d'Irlande en 1900. Quelques années plus tard, le Shamrock Rovers Football Club exporte les mêmes ingrédients à Dublin avec une certaine réussite.

## L'ère Willie Maley (1897-1940)
En 1897, le club se forme en société à responsabilité limitée pour faire face à l'augmentation des coûts liés au professionnalisme, et fait l'acquisition de son stade. Conscients que l'équipe a pâti les précédentes saisons de l'instabilité de son effectif, ses dirigeants décident de nommer un entraîneur appointé : le choix se porte sur Willie Maley, le secrétaire du club et ancien footballeur international arrivé au club en 1888.
Maley renouvelle d'abord profondément l'effectif, ne conservant que sept joueurs et recrutant plusieurs autres en Angleterre, notamment les attaquants d'Aston Villa John Campbell et Jack Reynolds, auteurs du doublé coupe-championnat en Angleterre la saison précédente. Le Celtic remporte de nouveau le championnat en 1898, puis la Coupe en 1899 et 1900. Cependant, cette politique de recrutement coûte cher au club, et la question du renouvellement des titulaires se pose bientôt. Avec l'accord de ses dirigeants, Maley décide dès lors de changer sa politique sportive : le Celtic recrutera dorénavant des joueurs jeunes, moins chers et auxquels il pourra faire pratiquer un jeu fait de passes, vif et offensif.

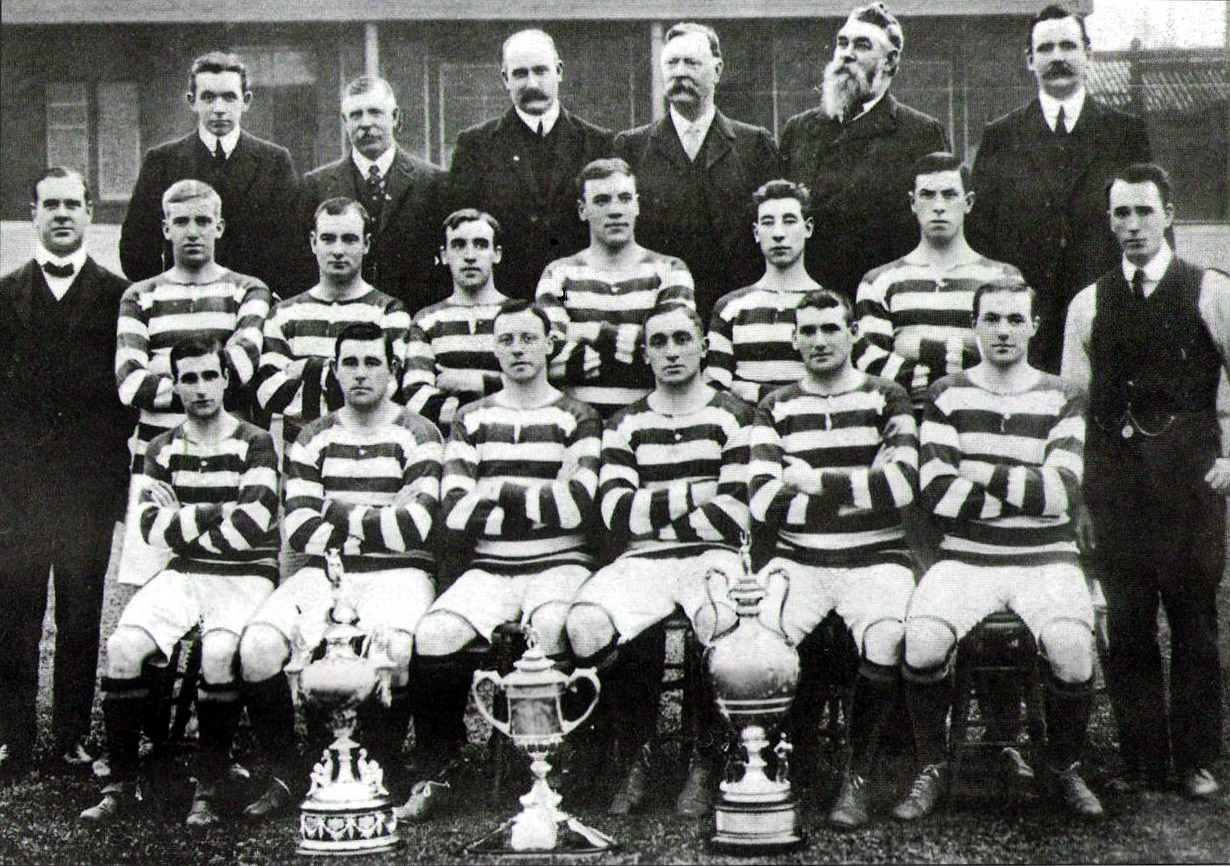
Le Celtic remporte le triplé en 1908.

Ce choix pénalise d'abord l'équipe, qui ne remporte pas de nouveaux titres jusqu'en 1903. La saison suivante, les jeunes Bhoys accèdent à la finale de la Coupe et y défient les Rangers devant plus de 60 000 spectateurs. Jimmy Quinn, qui découvre ce soir-là le poste de buteur, inscrit un triplé décisif (3-2), annonçant ainsi une période faste pour le club. Cette saison voit les dirigeants opter pour un nouveau maillot à rayures horizontales, devenu depuis emblématique. Preuve de sa popularité, le Celtic est à l'été 1904 la première équipe écossaise à réaliser une tournée à travers l'Europe. Ses jeunes pousses (Jimmy McMenemy, Patsy Gallacher…) remportent le championnat six saisons d'affilée entre 1905 et 1910, un exploit jamais réalisé jusqu’alors, et la Coupe à quatre reprises. 1907 voit le Celtic réussir le doublé coupe-championnat, une première dans l’histoire du football écossais. La saison suivante est celle de la consécration avec un inédit triplé Coupe-championnat-Glasgow Cup.

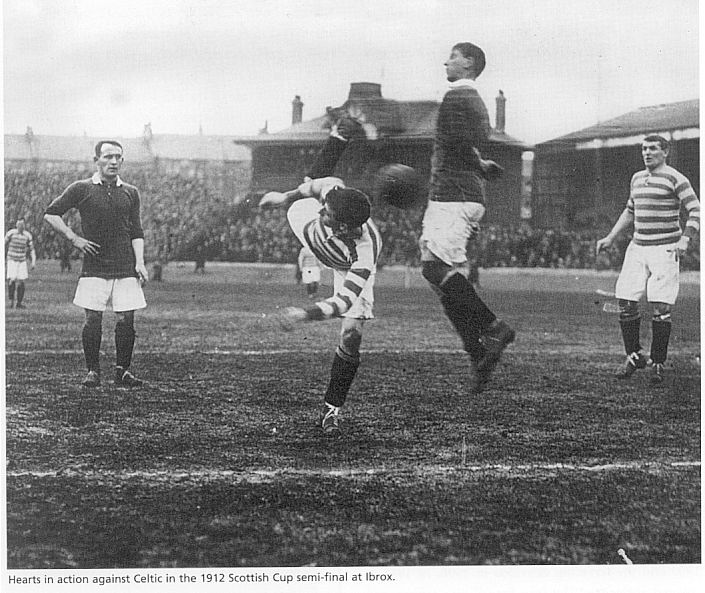
Action de match face à Hearts en 1912.

Cet impressionnant bilan sportif est assombri par la montée du sectarisme à travers l’Écosse, qui se matérialise en avril 1909 par l'annulation de la Coupe d'Écosse, à la suite des combats violents qui opposent supporteurs du Celtic et des Rangers lors de la finale d'appui, causant une centaine de blessés. Après 1910, le renouvellement de génération affaiblit un temps l'équipe du Celtic, qui cède le championnat mais enlève malgré tout deux nouvelles Coupes en 1911 et 1912.
Quand la Première Guerre mondiale éclate, le Celtic peut compter de nouveau sur une équipe aguerrie qui remporte quatre nouveaux titres de champion entre 1914 et 1917. La compétition est cependant marquée pendant cette période par une grande instabilité des effectifs et de nombreuses pertes humaines parmi les joueurs. Le Celtic déplore ainsi la mort de plusieurs des siens, dont Donald McLeod et Peter Johnstone, ce dernier comptant plus de deux-cents matchs sous le maillot vert et blanc.
Après la guerre, le club, de nouveau champion en 1919, subit bientôt la domination de ses rivaux, et notamment du Rangers FC. Ce dernier bénéficie à partir du printemps 1920 des méthodes originales et de l'exigence de son nouvel entraîneur Bill Struth, qui contraste avec la totale autonomie donnée aux Bhoys par Willie Maley, aussi bien pendant les entraînements qu'en match. Les Bhoys arrachent deux titres de champion en 1922 (un succès terni par des incidents avec les supporters du Morton FC en fin de saison) et 1926, avant de connaître une disette longue de dix saisons. Les soucis sportifs sont accentués par les problèmes internes, Maley devenant de plus en plus rigide sur les aspects financiers. Quand un jeune footballeur de talent du Celtic arrive à maturité, le club préfère le vendre, parfois même contre la volonté du joueur, plutôt que le conserver en augmentant son salaire. C'est ainsi que des joueurs majeurs partent brutalement sur des désaccords financiers, comme le capitaine William Cringan en 1923, Patsy Gallacher en 1926 ou encore Adam McLean en 1928. Le très prolifique buteur de l'équipe Jimmy McGrory, poussé vers Arsenal par les dirigeants, refuse le transfert en dépit de l'importante baisse de salaire qu'il subit par la suite. Par ailleurs, le club connaît un événement dramatique en septembre 1931 : le jeune gardien de but international John Thomson se tue accidentellement au cours du Old Firm, en se fracturant le crâne lors d'une sortie dans les pieds de l'attaquant des Rangers Sam English. Ses obsèques rassemblent plus de 30 000 personnes.

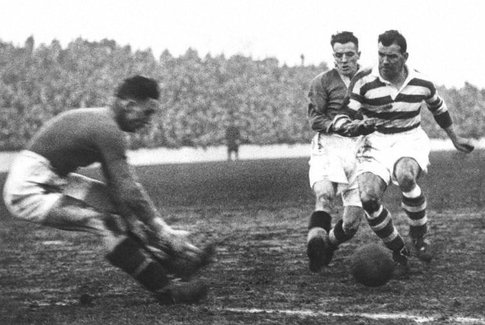
McGrory, meilleur buteur de l’histoire du club.

La fin des années 1930 voit la situation du club s’améliorer, grâce notamment à l'exceptionnelle efficacité de Jimmy McGrory, le buteur le plus prolifique de l'histoire du football britannique et au recrutement de Jimmy McMenemy en 1934 comme adjoint de Maley, chargé des entraînements quotidiens et des aspects tactiques. Les Bhoys sont champions d’Écosse en 1936 en inscrivant 115 buts en 38 matchs de championnat, dont cinquante pour le seul McGrory ! L'année suivante, l'équipe remporte la Coupe d'Écosse face à Aberdeen devant 146 433 spectateurs, une affluence record en Europe pour un match de football d’une compétition nationale. Porté par son Terrible Trio (composé des attaquants John Divers (en), Johnny Crum (en) et Malky McDonald (en)), le Celtic est de nouveau champion en 1938, puis enlève l'Empire Exhibition Trophy, une compétition de prestige organisée dans le cadre de l'exposition impériale de Glasgow, opposant huit des meilleures équipes d'Écosse et d'Angleterre. Vainqueurs de Sunderland FC puis de Heart of Midlothian, les Bhoys battent les Anglais d'Everton FC en finale (1-0 a.p., but de Crum).
Cette victoire de prestige provoque un nouveau conflit d'ordre financier entre Willy Maley et les dirigeants du club, jaloux et inquiets de son omniprésence au sein du club, d'autant que le manager n'est pas soutenu par les joueurs dont il est volontairement distant. Alors que les compétitions officielles sont interrompues par la Seconde Guerre mondiale, Maley est poussé vers la sortie par les dirigeants, à plus de soixante-dix ans. En quarante-trois saisons à la tête du club, il aura remporté seize championnats et quatorze coupes d'Écosse, entre autres trophées. C'est également la fin de The Bank, le restaurant du centre de Glasgow acquis en 1920 par Maley, devenu le siège officieux du club, où le manager et ses joueurs fêtaient les victoires et négociaient les contrats.

## L'ère McGrory et les difficultés d'après-guerre (1946-1965)
Après l'intermède réalisé par Jimmy McStay comme entraîneur pendant la guerre, Jimmy McGrory, l'ancien buteur et capitaine du Celtic, est nommé à la tête de l'équipe à la reprise des compétitions officielles en 1946. Il est secondé par Alex Dowdells, qui a remplacé McMenemy en 1940. Le vide laissé dans la direction du club par le départ de Malley est cependant difficile à combler, d'autant que McGrory, unanimement loué comme un gentleman, n'est pas exactement un homme à poigne,. Le Celtic va alors connaître une longue période d'insuccès, ses dirigeants persévérant dans le choix de ne recruter que des juniors à moindre coût et de céder ses meilleurs éléments dès lors qu'ils peuvent en retirer un bénéfice financier. Dans un championnat dominé par ses rivaux (le Rangers FC et, dans une moindre mesure, Hibernian) le Celtic est même tout proche de la relégation en deuxième division lors de la saison 1947-1948, achevée au douzième rang, le maintien n'étant assuré qu'à la dernière journée. La victoire décisive arrachée sur le terrain du Dundee FC (3-2) est assurée par un triplé de Jock Weir (en), recruté seulement deux mois plus tôt.
À la suite de cette saison difficile, le club fait appel à Jimmy Hogan, un entraîneur anglais ayant réalisé une impressionnante carrière en Europe continentale dans les années 1920 et 1930. Il doit aider McGrory à reconstruire l'équipe grâce à sa grande expérience. Il reste deux ans, le temps que les résultats s'améliorent. Le mandat de Hogan est cependant limité, et après son départ McGrory ne change pas sa façon de faire. Robert Kelly, nommé président en 1947, n’aura pas de mal à imposer ses choix sportifs au manager, dont le rôle est bientôt limité à la portion congrue.
Vainqueur de la Coupe d'Écosse en 1951, le Celtic recrute en décembre un défenseur écossais peu connu, Jock Stein, qui s'impose très vite comme un meneur d'hommes hors pair et se trouve promu capitaine lors de la blessure de l’emblématique Sean Fallon, qui l'avait préalablement adoubé.. Malgré son maigre palmarès depuis trois décennies, la popularité du Celtic lui vaut d'être invité à disputer la Coronation Cup en mai 1953, une compétition organisée à l'occasion du couronnement d'Élisabeth II sur le modèle de l'Empire Exhibition de 1938. Vainqueurs inattendus des Anglais d'Arsenal puis de Manchester United, les coéquipiers de Stein battent en finale les Hibernians à Hampden Park devant 117 000 personnes (2-0). Revigorés par cette performance, les Bhoys réalisent la saison suivante le doublé coupe-championnat, une première pour le club depuis quarante ans.
Finalistes de la Coupe et deuxièmes en championnat en 1955, les verts et blancs perdent début 1956 leur capitaine, forcé d'arrêter sa carrière à cause d’une blessure à la cheville. Ils retombent bientôt dans leurs travers, se montrant de nouveau incapables de se mêler à la lutte pour le titre... Le club s'offre seulement une éclaircie en remportant pour la première fois la Coupe de la Ligue en 1957, puis en 1958. Pour la première de ces deux finales, le 19 octobre 1957, les Bhoys écrasent les Rangers sur le score record de 7 buts à 1, grâce notamment à un triplé de Billy McPhail. Cette victoire est célébrée par la chanson « Hampden in the sun », bien connue des supporters.
Au début des années 1960, le Celtic est retourné dans l'ombre écrasante de son voisin, finaliste de la première Coupe d'Europe des vainqueurs de coupe en 1961, et rien ne semble pouvoir renverser la situation. La politique sportive du club est minimale, aucune structure de formation n'est formalisée, l'entraînement et la progression des joueurs ne sont pas suivis et l'équipe réserve, où évolue les plus jeunes, ne croise jamais les professionnels. Stein, entraîneur de la réserve de 1957 à 1960, doit se battre pour obtenir l'aménagement d'un terrain d'entraînement à Barrowfield, près du stade. Lors des matchs, l'équipe a troqué les principes de jeu offensif de Willie Maley pour un football physique et rustre techniquement, une caractéristique renforcée par la nomination de l'ancien défenseur Sean Fallon comme adjoint de McGrory, poussant au départ les joueurs les plus doués techniquement, comme les milieux de terrain Pat Crerand, Bobby Collins ou encore Bertie Auld. Pour ses débuts en compétition européenne à l'occasion de la Coupe des villes de foires 1962-1963, le Celtic est éliminé au premier tour par les Espagnols de Valence CF, tenants du titre. Battu en finale de la Coupe d'Écosse par les Rangers cette même saison, le Celtic est qualifié pour la Coupe d'Europe des vainqueurs de coupe à la suite du doublé de son rival. Tombeur du Dinamo Zagreb et du Slovan Bratislava, le Celtic atteint les demi-finales, mais est éliminé par le MTK Budapest : vainqueurs 3-0 à Glasgow, les Écossais sont balayés 4-0 en Hongrie.
Cette relative performance ne parvient pas à masquer le retard du Celtic sur les autres clubs écossais ; un retard d'autant plus cruel que Jock Stein, inspiré par le jeu déployé par le Onze d'or hongrois lors de la Coupe du monde de 1954, obtient d'excellents résultats à la tête du modeste Dunfermline AFC à partir de 1960.

## L'ère Jock Stein et le triomphe des «Lisbon Lions» (1965-1978)
Début 1965, Jock Stein, passé à Hibernian à l'été 1964, reçoit une offre des Anglais de Wolverhampton. Sensible à cette proposition mais souhaitant avant tout diriger le Celtic, Stein contacte le président Bob Kelly et parvient à négocier son retour comme manager, malgré le souhait initial de Kelly d'en faire l'adjoint de Fallon, notamment du fait qu'il soit protestant. McGrory est remercié en mars 1965, après pratiquement vingt ans de service. Bien que resté populaire auprès des supporters pour son passé de joueur et ses qualités humaines, il quitte le club avec un très maigre palmarès, n'ayant pas su donner de style de jeu à son équipe ni su empêcher l'intervention incessante des dirigeants dans les choix sportifs.
Stein s'impose rapidement comme un manager hors-pair et parvient à faire respecter ses choix par ses dirigeants. S'appuyant essentiellement sur les joueurs déjà au club, tous nés dans les environs de Glasgow, il redonne confiance et cohérence à l'équipe. Qualifiés pour la finale de la Coupe d'Écosse après un match d'appui, ses joueurs arrachent le trophée à Dunfermline le 24 avril (3-2). Cette victoire renforce le charisme du nouvel entraîneur et redonne confiance à ses joueurs.
Pendant l'été, Stein obtient le recrutement de l'attaquant Joe McBride pour un montant record et le retour de Bertie Auld. L'équipe poursuit sur sa lancée en remportant le premier titre de champion du club depuis douze ans, et en atteignant les demi-finales de la Coupe des coupes, dont elle est éliminée de justesse par Liverpool (1-0; 0-2). En quelques mois, l'équipe de Stein a brutalement renversé le rapport de domination établi par les Rangers, qui sont notamment battus en octobre 1965 en finale de la Coupe de la Ligue (dont les Rangers ont remporté cinq des six précédentes éditions). En fin de saison, l'équipe part pour une tournée de plusieurs semaines en Amérique du Nord, qui contribue à resserrer les liens entre les joueurs.

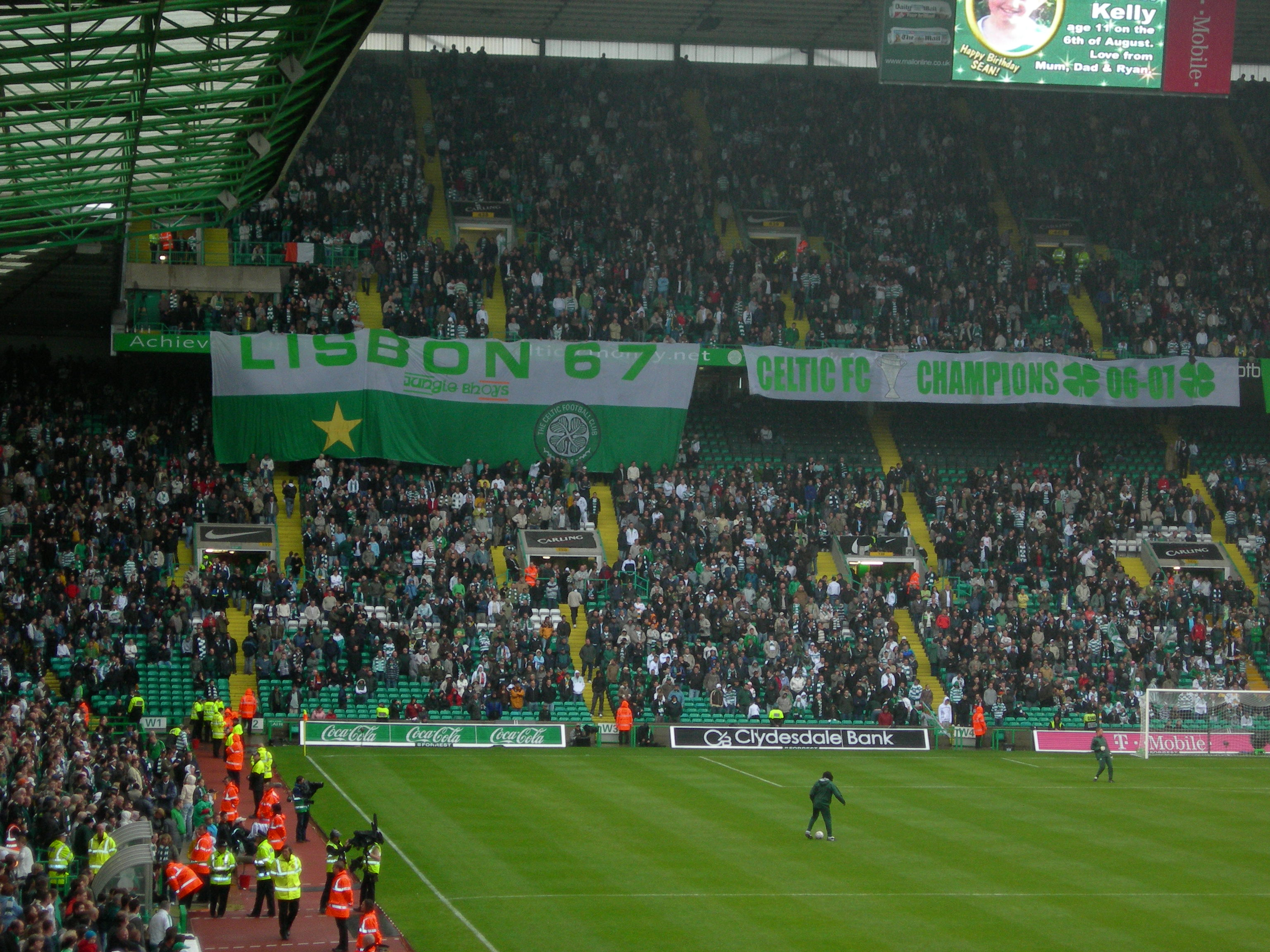
Supporters célébrant la victoire de 1967.

La saison 1966-1967 (en) est la plus glorieuse de l'histoire du club, qui remporte chacune des compétitions domestiques à laquelle il participe : championnat, Coupe d'Écosse, Coupe de la Ligue et Glasgow Cup. Surtout, les coéquipiers de Billy McNeill, portés par l'enthousiasme et la confiance de Jock Stein et dont on loue le courage et l'audace, brillent en Coupe d'Europe des clubs champions. Ils écartent le FC Zurich et le FC Nantes facilement, les Yougoslaves de Vojvodina en quart de finale grâce à un but décisif de McNeill en toute fin du match retour à Glasgow, et enfin le Dukla Prague. Les Écossais défient en finale l'Inter Milan d'Helenio Herrera, vainqueur de la compétition en 1964 et 1965 et favori des observateurs.
Plusieurs milliers de supporters (entre 7 et 12 000) font le déplacement à l'Estádio Nacional de Lisbonne pour assister à la finale, le 25 mai 1967. Après l'ouverture du score des Italiens sur pénalty en début de match, les Écossais font le siège du but des nerazzurri, célèbres pour leur solidité défensive, et parviennent finalement à tromper le gardien Giuliano Sarti à deux reprises, grâce à Tommy Gemmell et Stevie Chalmers. Les Lisbon Lions en français : « les lions de Lisbonne », dont les fameux Jimmy Johnstone, Bobby Lennox et Bobby Murdoch, font du Celtic le premier club britannique à remporter le trophée. Pour la première fois, une équipe remporte la même saison la plus prestigieuse des compétitions européennes ainsi que son championnat et sa coupe nationale.

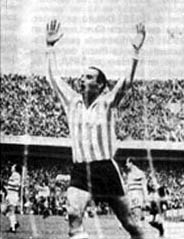
L'attaquant du Racing Maschio face au Celtic en Coupe intercontinentale

Quelques mois après son triomphe, le Celtic dispute la Coupe intercontinentale aux Argentins du Racing. Vainqueurs en Écosse sur la plus petite marge, les Bhoys sont battus à la dernière minute du match retour (1-2), dans l'ambiance infernale de l'Estadio Presidente Perón, où les 100 000 spectateurs ne sont semble-t-il pas sans influence sur l'arbitrage. Les deux équipes doivent se départager lors d'un match d'appui, que le Celtic accepte de disputer trois jours plus tard en Uruguay. Las de la brutalité et de l'antijeu des Argentins, les joueurs du Celtic perdent le contrôle de leurs nerfs : très vite privés de Johnstone et Lennox, expulsés avec Alfio Basile à la suite d'une altercation, les Écossais sont finalement battus 1-0.
Malgré cette déception, couplée à celle d'un défaite au premier tour de la Coupe d'Europe 1967-1968 face au Dynamo Kiev, l'équipe du Celtic poursuit sa domination sur la scène nationale. Stein parvient à exploiter au mieux les forces de ses joueurs et les faiblesses de leurs adversaires et fait pratiquer à ses joueurs un jeu offensif décrit « flamboyant ». Cette qualité de jeu et l'état d'esprit insufflé par son charismatique manager permettent au club d'écraser la concurrence en Écosse, dont il remporte neuf championnats d'affilée de 1966 à 1974, une performance inédite en Europe de l'Ouest,.
En 1970, le Celtic atteint de nouveau la finale de la Coupe d'Europe, en écartant le Benfica Lisbonne, la Fiorentina et les Anglais de Leeds United en demi-finale, devant 136 505 spectateurs (2-1), une affluence record pour un match européen. En finale, les Écossais sont finalement battus par le Feyenoord Rotterdam sur le score de deux buts à un, au bout de la prolongation, de façon assez logique. Deux ans plus tard, le Celtic retrouve l'Inter Milan, cette fois en demi-finale de la compétition : après deux matchs achevés sur des scores nuls et vierges, chacune des deux équipes ayant fait preuve d'une grande solidité défensive sur le terrain adverse, les Italiens l'emportent aux tirs au but. En 1974, le Celtic, mené par le jeune Kenny Dalglish, atteint pour la quatrième fois le stade des demi-finales de la C1, où il affronte l'Atletico Madrid de l'entraîneur argentin Juan Carlos Lorenzo. À l'issue d'un match aller particulièrement haché où les coups bas valent à trois Espagnols d'être expulsés, ces derniers parviennent à sauvegarder leur but à Glasgow... avant d'obtenir la qualification au retour, dans un stade bouillant (2-0). L'injustice ressentie en Écosse est illustrée par la polémique née lors des retrouvailles entre les deux clubs... trente-sept ans plus tard.

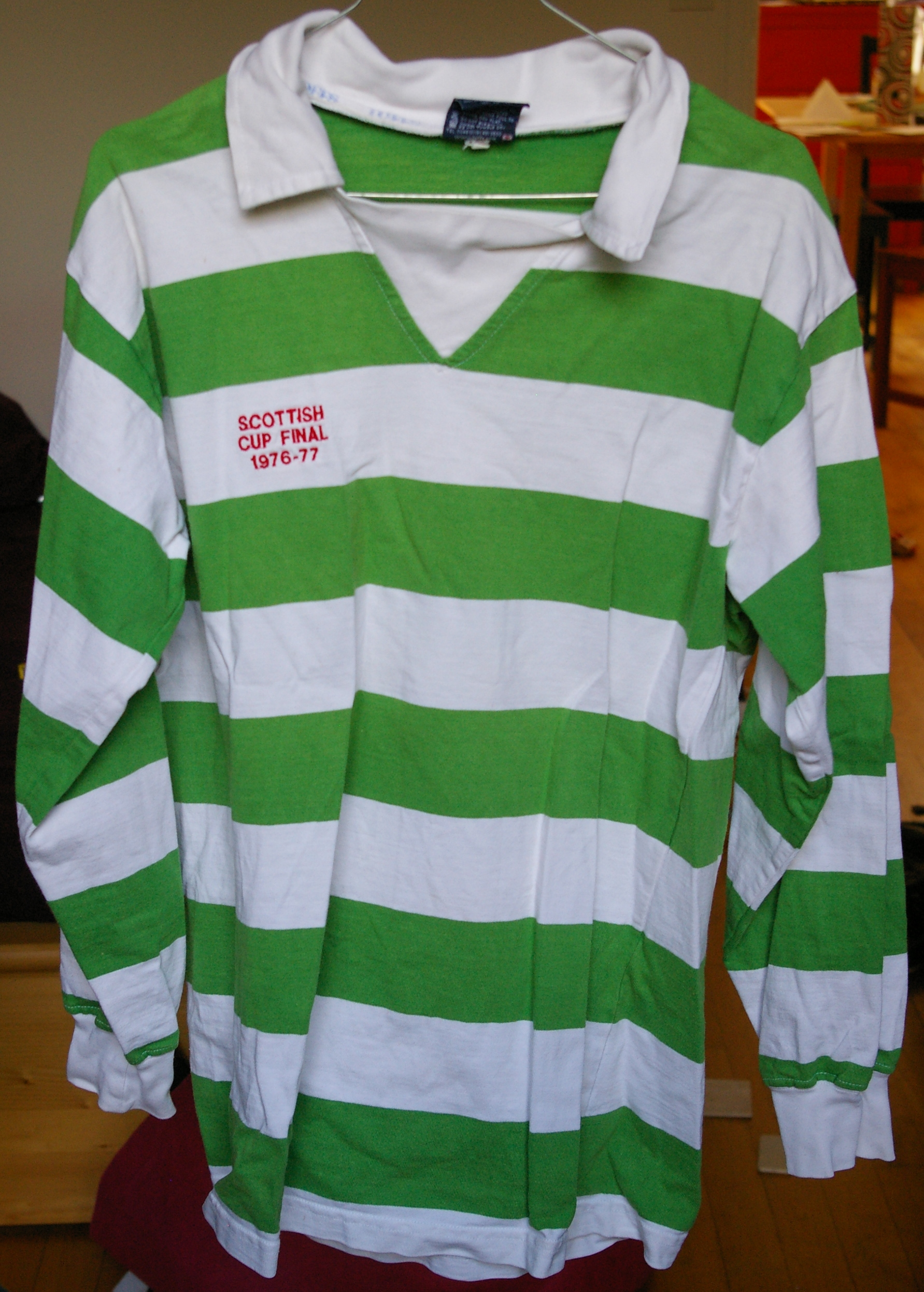
Maillot du Celtic en 1976-1977.

Cette déception sonne le glas des ambitions européennes de Jock Stein, qui paraît de plus en plus affecté par les épreuves qu'il traverse avec le club depuis le début des années 1970 : en janvier 1971 le désastre d'Ibrox, qui provoque la mort de soixante-six personnes lors du Old Firm, marque profondément l'entraîneur. En avril, le président Robert Kelly, avec lequel il nourrissait une certaine relation de confiance, meurt ; Stein entretiendra par la suite une relation plus difficile et méfiante avec son remplaçant, Desmond White. L'année suivante, Jock Stein connaît à son tour des problèmes de santé qui l'obligent à se mettre en retrait quelque temps. Enfin, c'est avec une certaine amertume qu'il voit les éléments les plus doués du Quality Street Gang, la prometteuse génération programmée pour remplacer les Lisbon Lions, demander leur départ à tour de rôle pour des raisons financières (Lou Macari en 1973, David Hay en 1974, George Connelly en 1975...).
À l'été 1975, alors que le club vient d'être détrôné en championnat, Stein est blessé grièvement dans un accident de voiture, ce qui le force à laisser l'équipe à son adjoint Sean Fallon. À son retour en 1976, l'entraîneur, qui a perdu de son fameux enthousiasme, parvient à remporter un nouveau doublé coupe-championnat. Cependant il est confronté au souhait de départ de son joueur majeur Kenny Dalglish, qu'il s'évertue à négocier au mieux financièrement (440 000 £, un record pour un transfert au Royaume-Uni) mais dont il sait qu'il sonne le glas de ses ambitions.
Après une dernière saison terminée à une décevante 5e place, Stein organise son remplacement, en accord avec la direction, par son ancien capitaine Billy McNeill, en poste à Aberdeen depuis un an. Une semaine après son jubilé organisé face à Liverpool, Stein signe à Leeds United. Sous sa direction, le club aura glané un total exceptionnel de vingt-cinq trophées majeurs en treize saisons.

## L'irrémédiable déclin (1978-1994)
Billy McNeill prend en charge l'équipe en août 1978. Il parvient à renouveler une équipe à bout de souffle, par le recrutement de nouveaux joueurs, une approche d'entraînement différente et un style de jeu plus direct. Le Celtic décroche le titre de champion grâce à une victoire décisive sur les Rangers en fin de saison, arrachée dans les dernières minutes (4-2). En Coupe d'Europe, McNeill nourrit quelques ambitions, qui sont perdues sur le terrain du Real Madrid en quart de finale retour : vainqueurs 2-0 à l'aller, les Écossais y sont battus 3-0 et éliminés. La déception est forte pour les joueurs, qui ne s'en relèvent pas : le titre qui leur tendait les bras est abandonné le soir de la dernière journée à Aberdeen. Pire, la victoire en Coupe d'Écosse, arrachée aux Rangers après prolongation, est entachée par de violents affrontements entre supporters sur la pelouse d'Hampden Park. Ces combats, qui provoquent l'arrestation de 210 personnes, conduiront les politiques à interdire l'alcool dans les stades.
McNeill parvient à remobiliser son équipe, qui remporte deux nouveaux titres en 1981 et 1982, ainsi qu'une Coupe de la Ligue en 1982. Ces succès sont obtenus malgré l'émergence au sommet du football écossais d’un duo, bientôt surnommé New Firm (en opposition au Old Firm), composé de Dundee United et Aberdeen, dirigé par le jeune Alex Ferguson, qui remportent respectivement le championnat et la Coupe d'Europe des vainqueurs de coupe en 1983. Malgré ces bons résultats, McNeill entretient des relations difficiles avec ses dirigeants à qui il reproche leur manque d'ambition. En 1983, la vente à Arsenal du jeune Charlie Nicholas, tout juste élu joueur de l'année en Écosse, sert de déclencheur à son départ.
Pour le remplacer, le président Desmond White fait appel à un ancien joueur avec qui il entretient de bonnes relations, David Hay, en dépit de son manque d'expérience. Alors qu'en arrivant il entretient un discours optimiste, sa première saison est infructueuse : l'équipe termine à la seconde place en championnat et s'incline en finale des deux Coupes. Pour sa deuxième saison, le Celtic est de nouveau distancé en championnat par Aberdeen mais parvient à remporter la Coupe d'Écosse pour le centenaire de la compétition face à Dundee United (2-1). Le président Desmond White meurt cet été-là, remplacé par Tom Devlin Junior, membre du conseil d'administration depuis 1949, qui tombe rapidement malade à son tour. Pour autant, l'équipe remporte le championnat à l'issue d'une remontée fantastique sur Heart of Midlothian : la défaite de ces derniers à Dundee lors de la dernière journée, conjuguée à la victoire 5-0 des Bhoys sur St Mirren, offre le titre au Celtic à la différence de buts.
La saison suivante est difficile pour Hay, qui doit faire avec des dirigeants contestés et ne peut pas renforcer l'équipe comme il le souhaiterait, alors qu’il fait face à la montée en puissance des Rangers, où l'entraîneur-joueur Graeme Souness obtient des moyens importants. Longtemps en tête du championnat, dont son attaquant Brian McClair termine meilleur buteur, le Celtic craque au printemps et laisse son rival emporter le titre. Le nouveau présidentJohn  McGinn décide de se séparer de David Hay pour permettre le retour de Billy McNeill, qui sort d'une saison décevante à Aston Villa.
Pour l'année du centenaire du club, McNeill perd McClair mais obtient les moyens de renforcer son équipe avec plusieurs joueurs confirmés, dont le buteur international Frank McAvennie. Portés par l'enthousiasme de cette saison anniversaire, les Bhoys réalisent un historique doublé coupe-championnat, réalisant notamment une série de 31 matchs sans défaite. McAvennie inscrit un doublé décisif en finale de Coupe, et le milieu de terrain Paul McStay est élu footballeur écossais de l'année.

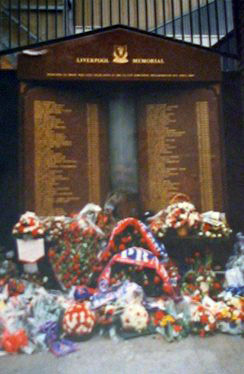
Liverpool Memorial de Hillsborough.

La saison suivante est beaucoup plus difficile : les Bhoys sont distancés par les Rangers (sur le terrain desquels ils s'inclinent 5-1) mais parviennent à remporter une nouvelle Coupe d'Écosse. Ce trophée marque cependant la fin des années dorées du Celtic, qui s'enfonce dans une grave crise financière et n’a plus les moyens de rivaliser avec son rival de Glasgow. Face aux résultats décevants et à l’inefficacité de la direction, les supporters désertent progressivement le vétuste Celtic Park, ce qui creuse encore le déficit du club.
Contraints de moderniser leur stade à la suite de la publication du rapport Taylor, commandé en réaction à la tragédie de Hillsborough, les dirigeants ne parviennent pas à s'accorder ni à en trouver les moyens. L'homme d'affaires Brian Dempsey intègre en mai 1990 le conseil d'administration pour porter la question de la rénovation mais son projet – le déménagement vers un nouveau stade, qui se situerait à Robroyston, au nord de la ville – et sa personnalité lui valent de rentrer rapidement en conflit avec Michael Kelly et Chris White, les actionnaires historiques et majoritaires, de sorte qu'il est congédié en octobre. En janvier 1991, les dirigeants nomment un directeur général, Terry Cassidy, qui se fait rapidement des inimités au sein du club, notamment lorsque est rendu public un mémo critique vis-à-vis de l'entraîneur McNeill. Fatigué par les résultats décevants de son équipe et le peu de moyens et de confiance dont il dispose, McNeill quitte finalement le club à l'été 1991.
À son arrivée en 1991, l'Irlandais Liam Brady n'est que le huitième entraîneur du Celtic en plus de cent ans d'histoire, et à la fois le premier étranger et le premier à ne pas être un ancien joueur du club. Inexpérimenté – c'est son premier poste – Brady ne parvient pas à prendre la mesure du club et de ses querelles d’ego. Ses débuts sont décevants, le Celtic étant notamment humilié 5-1 par les Suisses du Neuchâtel Xamax FC en Coupe d'Europe, et les onéreux transferts qu'il conclut (Tony Cascarino, Gary Gillespie, Stuart Slater) sont autant d'échecs cuisants. Après deux années infructueuses, Brady est remplacé par un ancien Bhoy, Lou Macari, dont l'expérience d'entraîneur se résume à de modestes clubs anglais. Il ne rencontre pas plus de succès que son prédécesseur. L'affluence au Celtic Park s'est alors effondrée, parfois à moins de 15 000 spectateurs.
La direction est de plus en plus remise en cause pour ses choix sportifs et son manque de vision, d'autant que ses actionnaires prennent la précaution de se lier par des accords solidaires les mettant à l'abri d'un éventuel rachat. Le président John McGinn, démissionnaire en octobre 1991, laisse son poste à Kevin Kelly, le neveu de son prédécesseur Robert Kelly. Les dirigeants tentent de relancer la dynamique du club en annonçant en mars 1992 leur intention de faire construire un nouveau stade de 52 000 places à Cambuslang, à 10 km au sud de Glasgow, pour un coût estimé à 100 millions de livres sterling. Las, le projet est enterré officiellement début 1994, lorsqu'il apparaît que le club n'en a absolument pas les moyens.
Quelques semaines plus tard, la Bank of Scotland refuse de payer la traite due au transfert du modeste Willie Falconer ; il est fait état d'un découvert supérieur à cinq millions de livres dans les comptes du Celtic, soit près d'un an de chiffres d'affaires. Le 3 mars, la banque fait savoir au conseil d'administration que le club va devoir déposer le bilan. Le lendemain, Kevin Kelly, McGinn, Grant et Farrell vendent leurs parts, majoritaires, à l'homme d'affaires canadien Fergus McCann, qui renfloue le club avec l'aide d'un groupe d'investisseurs.

## McCann sauve le club de la faillite (1994-1999)
Fergus McCann est un émigrant écossais ayant fait fortune au Canada. Supporter du Celtic depuis l'enfance, il est en contact avec la direction du club depuis le début des années 1990 pour proposer son aide, qui a été jusque-là toujours refusée. Lorsqu'il prend le contrôle du club en mars 1994, McCann investit 9,2 millions de livres à titre personnel, auxquels s'ajoutent trois millions apportés John Keane, Albert Friedberg, Michael McDonald et Willie Haughey, puis quatre nouveaux millions investis par Dermot Desmond l'année suivante. McCann se donne alors cinq ans pour rétablir la situation du club. Il crée une Public limited company, une société cotée en bourse, dont une part du capital est vendue avec succès au grand public (en grande partie des supporters), rapportant près de dix millions de livres. Enfin le club obtient de la Co-operative Bank dix autres millions de crédit. Cet apport d'argent permet de lancer la reconstruction du Celtic Park, le chantier prioritaire aux yeux de McCann, dont la capacité passe en quelques années de 35 000 places, essentiellement debout, à plus de 60 000 places assises,.

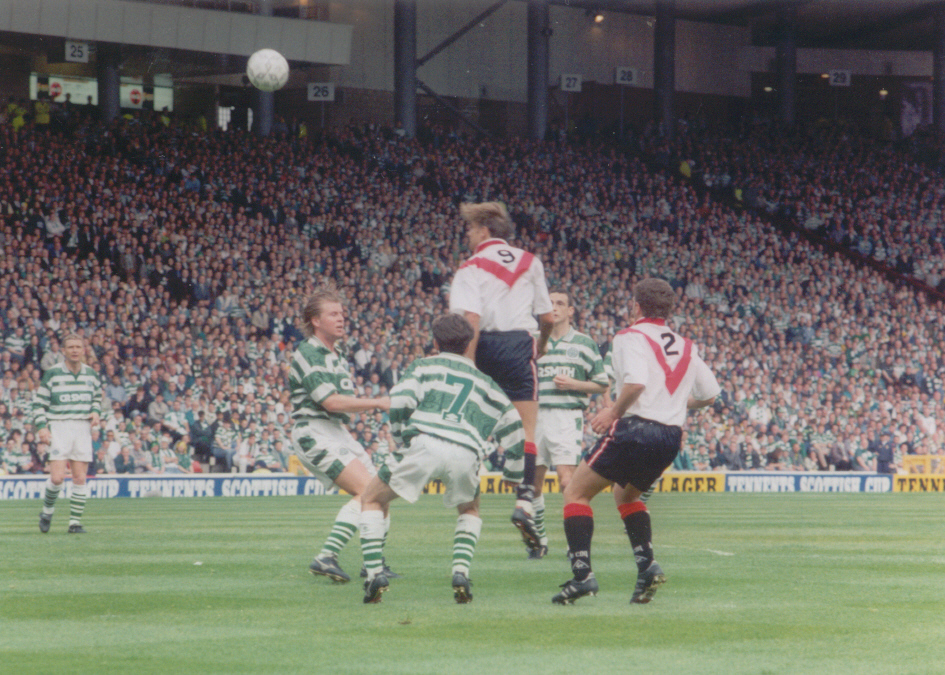
Finale de la Coupe d’Écosse en 1995 contre Airdrieonians FC

McCann, homme direct et réputé peu patient, décide dès l'été de se séparer de Macari – arguant qu'il n'habite pas dans la région – et nomme l'ancien Bhoy Tommy Burns. Les travaux dans le stade sont lancés dès l'été, ce qui nécessite le déménagement de l'équipe à Hampden Park pendant toute la durée de la saison 1994-1995. Quand Burns recrute le défenseur Phil O'Donnell pour 1,75 M£, la méfiance de McCann pour les compétences étendues du manager à la britannique, responsable à la fois du terrain et des recrutements, s'en trouve renforcée et les relations entre les deux hommes se détériorent. L'équipe retrouve cependant un style de jeu offensif et plus cohérent, qui ne suffit pas à disputer la suprématie du Rangers FC, champion d'Écosse sans discontinuer depuis 1989, mais lui permet de remporter la Coupe d'Écosse (1-0 face à Airdrieonians, à l'issue d'une finale âpre). C'est le premier trophée du Celtic depuis six ans. Lors de la saison 1995-1996, dans un Celtic Park de nouveau comble, les joueurs du Celtic ne s'inclinent qu'une seule fois en championnat... mais ne terminent qu'à la deuxième place. Ils ne font pas mieux la saison suivante, de sorte que le record du nombre de titres consécutifs détenus par le Celtic de Jock Stein (9) est égalé par les Rangers ; ce point devient l'objet d'une obsession des supporters et des médias, augmentant encore la pression pesant sur les épaules des joueurs.

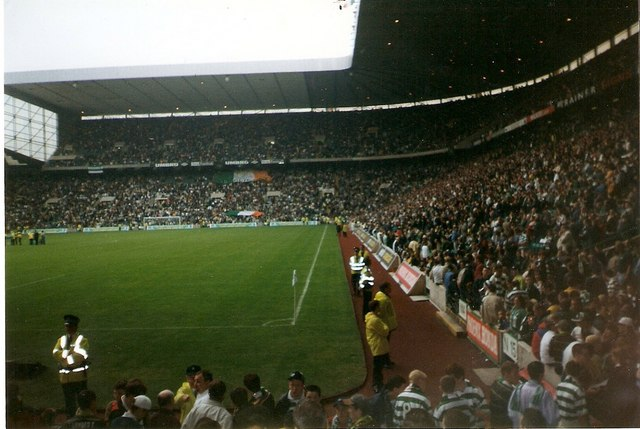
Le Celtic Park lors du match décisif pour la quête du championnat en 1998.

Finalement le contrat de Burns n'est pas reconduit en 1997, et McCann décide de répartir les responsabilités du manager sur deux postes : la charge du terrain est confiée au Néerlandais Wim Jansen, venu du Japon, tandis que le journaliste Jock Brown est nommé directeur sportif. Le recrutement de nombreux joueurs, dont l'attaquant suédois Henrik Larsson et les internationaux écossais Paul Lambert et Craig Burley (nommé joueur écossais de l'année), et la rigueur tactique nouvelle de l'équipe permettent au Celtic de remporter la Coupe de la Ligue puis le championnat en 1998 à l'issue d'un duel serré avec le Rangers FC, empêchant ainsi ce dernier d'enlever un dixième titre d'affilée. Malgré ces deux trophées, le caractère indépendant de Jansen et les relations difficiles qu'il entretient avec Brown conduisent à son départ à la fin de la saison, bientôt suivi par celui du directeur sportif.
Jansen est remplacé par le Slovaque Jozef Vengloš, âgé de 62 ans. Handicapée par une préparation tronquée (de nombreux joueurs du Celtic ont disputé la Coupe du monde) puis par la grave blessure de son maître à jouer Lubomir Moravcik, l'équipe de Venglos ne parvient pas à prendre l'ascendant sur les Rangers. Le titre se joue lors d'un Old Firm, disputé au Celtic Park dans une ambiance particulièrement électrique. Le match dégénère : l'arbitre Hugh Dallas est blessé par une pièce jetée des tribunes et trois joueurs sont expulsés ; le Celtic, battu 3-0, abandonne le titre à son rival,. Les incidents entre supporters conduisent à plus de soixante arrestations. Quelques jours plus tard le Celtic s'incline de nouveau face à son grand rival, en finale de la Coupe. Vengloš démissionne en fin de saison.
Fergus McCann n'a pas assisté à ces derniers incidents en tant que président car conformément à son projet initial, il a quitté le club en février 1999. Après cinq ans de direction, McCann part sur un bilan élogieux : il est parvenu à rétablir la situation financière du club, dont il a remboursé les dettes et multiplié le budget par quatre, il a fait complètement reconstruire le stade, le nombre de spectateurs a doublé et le club a enfin retrouvé le succès sur le terrain. Soucieux d'éviter que le club ne soit privatisé par un faible nombre d'actionnaires, il fait en sorte de privilégier les supporters lors de la vente de ses parts, qui détiennent à son départ entre un tiers et la moitié du capital du club. McCann réalise à cette occasion une plus-value financière substantielle. Enfin, il exige que ses propres responsabilités soit réparties sur deux postes : un président, Frank O'Callaghan, et un directeur exécutif, Allan McDonald, nommé en avril.

## Les succès d'O'Neill et de Strachan (1999-2008)
À la suite du départ de Vengloš, Allan McDonald fait appel à l'ancienne gloire du Celtic Kenny Dalglish, qui signe un contrat de sept ans en tant que directeur technique. L'ancien international anglais John Barnes, tout juste retraité, est nommé entraîneur. Inexpérimenté, plombé par des transferts catastrophiques, la blessure grave de Larsson et un vestiaire qui se rebelle, Barnes connaît des résultats très décevants, et démissionne finalement après une élimination en Coupe face à Inverness Caledonian Thistle FC, une équipe de deuxième division. Dalglish reprend alors l'équipe et la mène à la deuxième place en championnat, loin derrière les Rangers, et à une victoire en Coupe de la Ligue. À l'intersaison, les dirigeants décident cependant de se séparer de Dalglish, qui poursuit le club en justice.

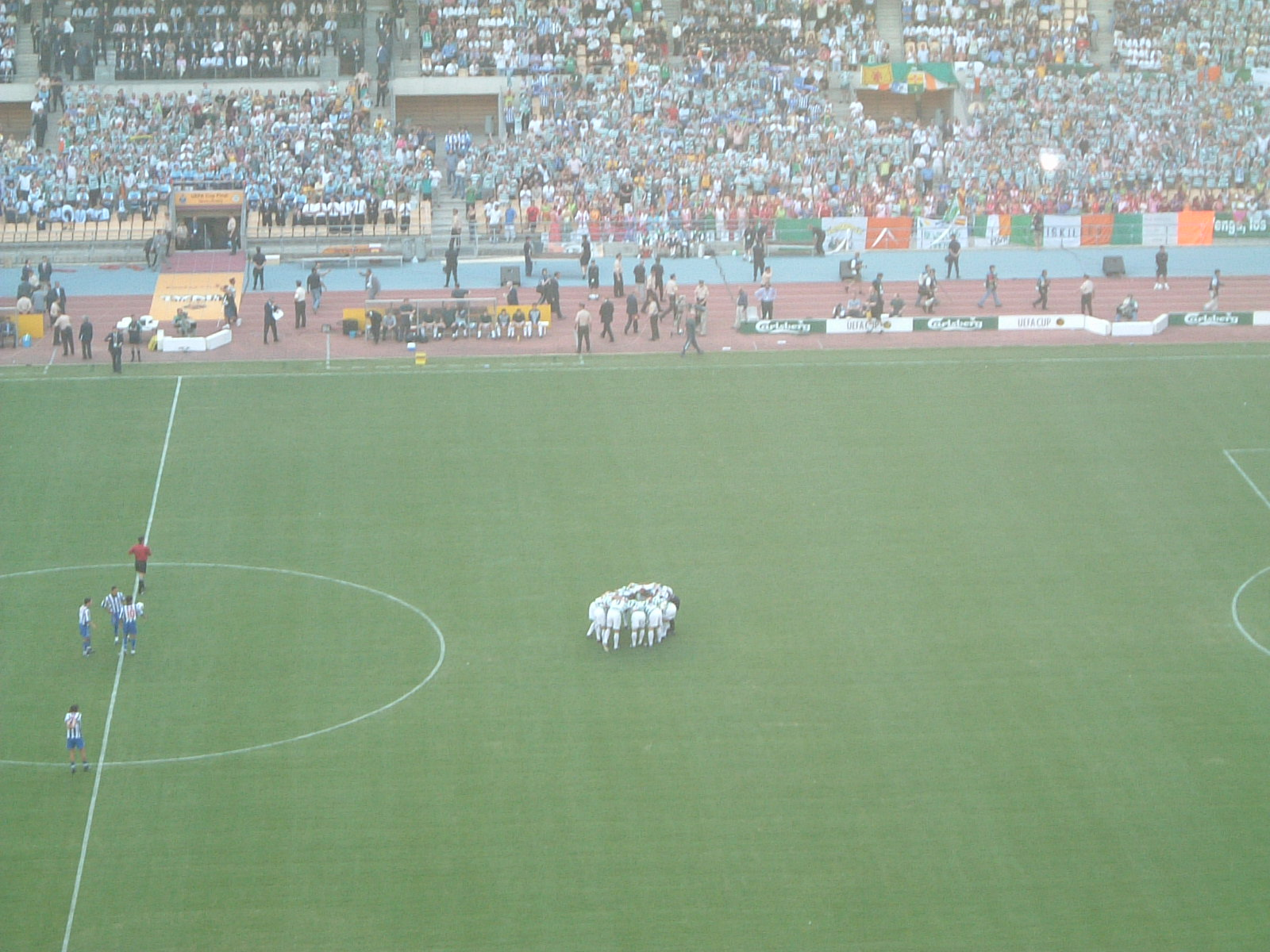
Les Bhoys avant la finale européenne de 2003.

Dermot Desmond, un des hommes forts du conseil d'administration, exige de redonner de la stabilité au club et fait recruter l'entraîneur nord-irlandais Martin O'Neill, venu de Leicester City, fragilisant la position d'Allan McDonald qui part en septembre. O'Neill obtient des dirigeants les moyens nécessaires à la construction de son équipe et gagne rapidement le respect du vestiaire. Dès la reprise du championnat, le Celtic écrase les Rangers (6-2), ce qui renforce le crédit du nouveau venu, et marque symboliquement la fin de la période de domination des Rangers sur le football écossais. Portés par l'efficacité d'Henrik Larsson, soulier d'or européen avec cinquante-trois buts, les Bhoys réalisent le triplé national championnat-Coupe de la Ligue-Coupe d'Écosse. Ils remportent de nouveau le championnat la saison suivante, grâce à 33 victoires en 38 journées.

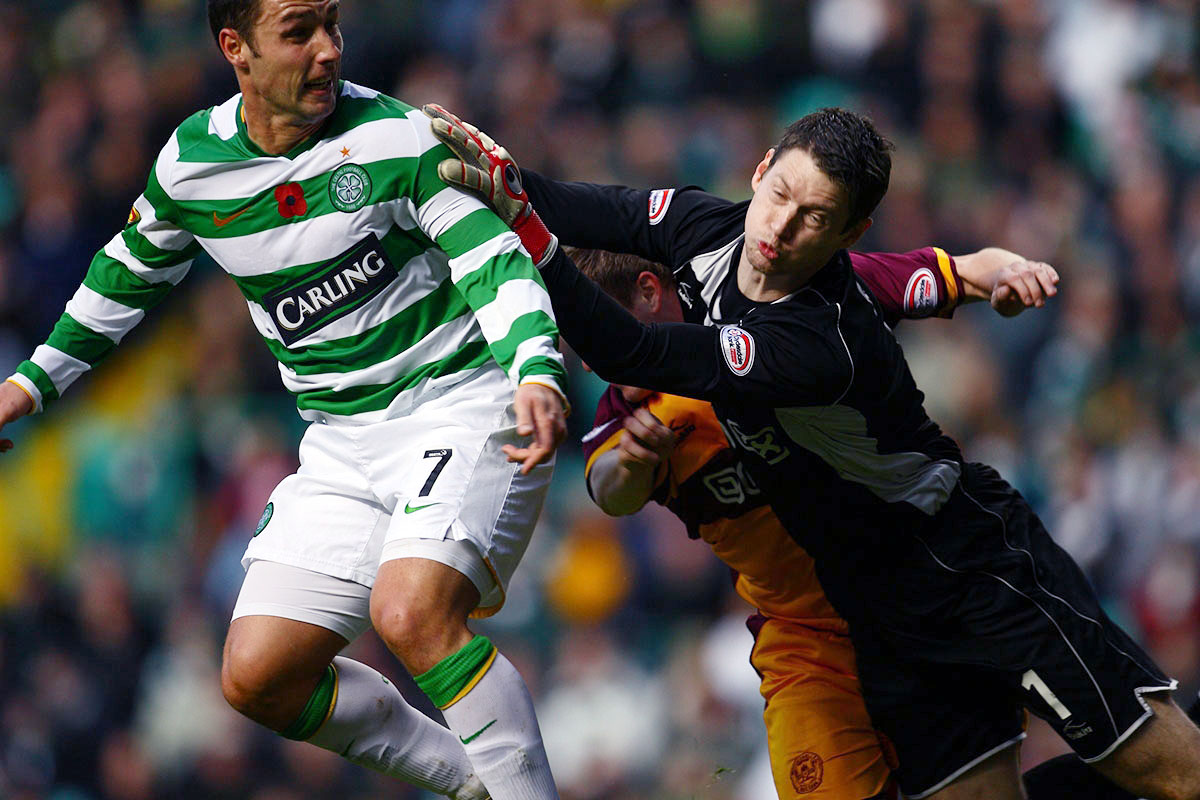
Scott McDonald lors d'un match face à Motherwell en 2008

La saison 2002-2003 démarre sur des bases similaires mais elle connaît une issue dramatique : qualifié pour la finale de la Coupe UEFA après avoir éliminé VfB Stuttgart, Liverpool et Boavista, le Celtic s'incline le 21 mai face au FC Porto au bout de la prolongation (3-2), malgré le soutien de 80 000 supporters ayant fait le déplacement à Séville. Quatre jours plus tard, les Bhoys laissent le championnat au Rangers pour un but de différence, malgré une dernière victoire 4-0 à Kilmarnock.
En 2004, le club remporte de nouveau le championnat et la Coupe mais doit revoir à la baisse ses ambitions financières alors que son buteur fétiche Larsson, en fin de contrat, rejoint le FC Barcelone. Un an plus tard, le Celtic perd le championnat dans les toutes dernières minutes de son dernier match,. Après une dernière victoire en Coupe d'Écosse, Martin O'Neill annonce son départ pour raisons personnelles.
Son remplaçant est l'ancien Bhoy Gordon Strachan. Son équipe connaît un début de saison poussif mais parvient à reprendre finalement le titre de champion aux Rangers. Malgré la nécessité de réduire la charge salariale, qui conduit au départ des stars Hartson et Sutton et au rajeunissement de l'équipe, le Celtic du Japonais Shunsuke Nakamura, élu joueur de l’année en 2007, remporte de nouveau le titre en 2007 et 2008 (à l'issue d'un duel haletant avec les Rangers). De plus il se qualifie pour les huitièmes de finale de la Ligue des champions en 2007 et 2008, dont il est éliminé respectivement par le Milan AC et le FC Barcelone.

## Depuis 2009

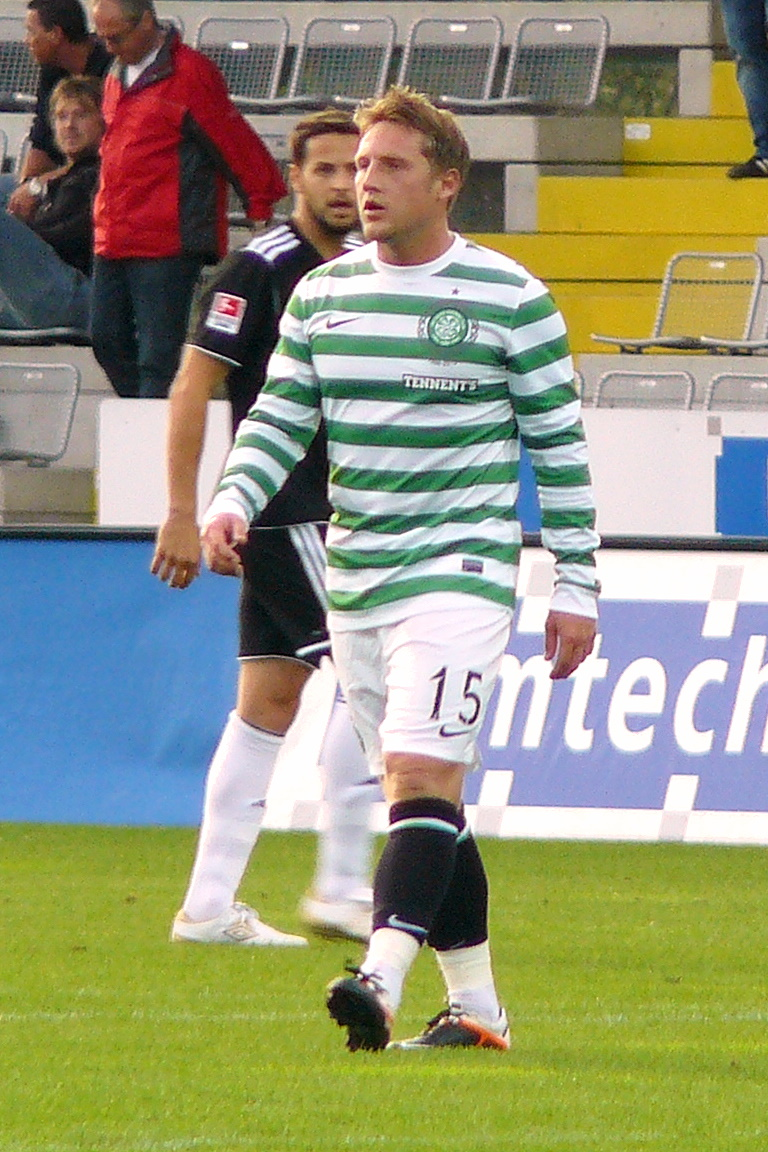
Le buteur Kris Commons, meilleur joueur d’Écosse en 2013-2014.

À la suite de la perte du titre en 2009, Strachan quitte son poste. Le directeur Peter Lawwell débauche alors à West Bromwich Albion, contre deux millions de livres, l'Anglais Tony Mowbray, un ancien du club ayant fait des débuts d'entraîneur remarqués à Hibernian quelques années plus tôt. Après quelques semaines prometteuses, l'expérience vire au désastre, de sorte que Mowbray est licencié dès le mois de mars, au lendemain d'une lourde défaite sur le terrain du modeste Saint Mirren (4-0). Son bilan est alors semblable à celui de John Barnes. Le banc est repris par intérim par l'entraîneur nord-irlandais de la réserve Neil Lennon, ancien capitaine du Celtic.
Lennon est confirmé pour la saison 2010-2011. Son équipe est battue par les Rangers en finale de Coupe de la Ligue puis en championnat (pour un point), mais remporte la Coupe d’Écosse. La saison est également marquée par un certain nombre d'incidents extra-sportifs. Suspendu plusieurs matchs au cours de la saison pour des raisons disciplinaires, Lennon est visé au printemps par un colis piégé et agressé en plein match par un supporter adverse. Lors de la saison 2011-2012, après trois ans de disette, le Celtic est sacré champion d'Écosse avec 20 points d'avance sur les Rangers, un record pour le club catholique. Le Celtic est cependant éliminé en demi-finale de Coupe d'Écosse par Heart of Midlothian.
À la suite de la relégation administrative des Rangers en League Two, la quatrième division écossaise, le Celtic devient le maitre incontesté du football écossais, dont il remporte aisément le championnat en 2013 et en 2014, avec respectivement 16 et 29 points d’avance sur Motherwell FC, ainsi que la Coupe d’Ecosse en 2013. En 2014, fâché du manque de moyens à sa disposition pour tenir son rang lors des compétitions européennes, Neil Lennon annonce son départ. Il est remplacé par le Norvégien Ronny Deila.